# Rob Meerhof
Rob Meerhof (IJmuiden, 27 april 1956) is een Nederlandse bestuurder en politicus van de PvdA.

## Loopbaan
Na het vwo heeft Meerhof Frans gestudeerd, maar deze studie niet afgerond.
Meerhof was van 1986 tot 2009 gemeenteraadslid van Velsen, van 2009 tot 2011 gedeputeerde in de provincie Noord-Holland en van 2012 tot 2015 wethouder in de gemeente Muiden. Gedurende zijn politieke loopbaan bekleedde hij diverse bestuursfuncties. Van 1993 tot 2003 was hij voorzitter van de Nederlandse Patiënten en Consumenten Federatie (NPCF).
In het najaar van 2014 volgde zijn voordracht en benoeming tot burgemeester van Oostzaan. Op 28 januari 2021 is hij afgetreden.